# Max Aitken (1. baron Beaverbrook)
Max Aitken, właśc. William Maxwell Aitken, 1. baron Beaverbrook (ur. 25 maja 1879 w Maple, w prowincji Ontario, zm. 9 czerwca 1964 w Surrey, w Anglii) – brytyjski polityk pochodzenia kanadyjskiego, potentat finansowy, właściciel kilku gazet. Minister w rządach Davida Lloyda George i Winstona Churchilla.

## Życiorys
Przez krótki czas pobierał nauki na Uniwersytecie Nowego Brunszwiku. Przez krótki czas pracował w biurze prawnym Richarda Bennetta. W 1904 r. został udziałowcem Royal Securities Corporation oraz generalnym zarządcą firmy. Pod nadzorem właściciela firmy, Johna Stairsa, Aitken dokonał kilku udanych transakcji. Po nagłej śmierci Stairsa we wrześniu 1904 r. Aitken przejął kontrolę nad firmą. W 1910 r. utworzył Canada Cement i wkrótce zbił fortunę na sprzedaży akcji tej firmy. Po sprzedaży wyjechał do Anglii.
29 stycznia 1906 w Halifaksie poślubił Gladys Henderson Drury (zm. 1927), córkę generała-majora Charlesa Williama Druryego. Max i Gladys mieli razem dwóch synów i córkę:
- Janet Gladys Aitken (1908 – 1988)
- John William Maxwell Aitken (15 lutego 1910 – 30 kwietnia 1985), 2. baron Beaverbrook
- Peter Rudyard Aitken (1912 – 1947)

Niedługo po przybyciu na Wyspy Brytyjskie Aitken został wybrany do Izby Gmin jako reprezentant okręgu Ashton-under-Lyne, którym pozostawał w l. 1910-1916. Rozpoczął też budowę prasowego imperium w Londynie. W 1911 r. otrzymał od króla Jerzego V tytuł szlachecki. Podczas I wojny światowej rząd kanadyjski powierzył Aitkenowi kontrolę nad Canadian War Records Office w Londynie. Aitken założył również Canadian War Memorials Fund. Kilkakrotnie odwiedzał kanadyjskie oddziały we Francji, został również honorowym pułkownikiem Armii Kanadyjskiej.
W 1916 r. Aitken zakupił akcje gazety Daily Express. W 1917 r. otrzymał parowski tytuł 1. barona Beaverbrook i zasiadł w Izbie Lordów. Rok później objął tekę ministra informacji w gabinecie Lloyd George’a. Okres urzędowania upłynął pod znakiem zmagań o zakres kompetencji nowego urzędu, głównie z ministrem spraw zagranicznych, Arthurem Balfourem. We wrześniu 1918 r. Beaverbrook zrezygnował ze stanowiska ze względu na zły stan zdrowia. Do listopada był jeszcze Kanclerzem Księstwa Lancaster. Okres 20-letcia międzywojennego upłynął Beaverbrookowi na rozbudowie jego imperium prasowego. W 1918 r. rozpoczął on wydawanie Sunday Express. W latach 30. uczynił z Daily Express najlepiej sprzedający się magazyn na świecie. Wydawał także Evening Standard.
W 1939 zwolennik porozumienia z Niemcami; starał się wówczas powstrzymać Chamberlaina od przystąpienia do wojny.
Kiedy w 1940 r. premierem został Winston Churchill, Beaverbrook otrzymał stanowisko ministra produkcji lotniczej. W latach 1941–1942 był ministrem zaopatrzenia. W 1942 r. został najpierw ministrem produkcji wojennej, a następnie lordem tajnej pieczęci. Z tego stanowiska odszedł po porażce konserwatystów w wyborach 1945 r.
W 1963 r. Beaverbrook poślubił Marcię Anastasię Chistoforides (1910–1994). Zmarł w 1964 r. Tytuł parowski odziedziczył jego najstarszy syn.

## Publikacje
- Canada in Flanders, 1916
- Politicians and the Press, 1925
- Politicians and the War Vol 1, 1928
- Politicians and the War Vol 2, 1932
- Men and Power, 1956
- Friends: Sixty years of Intimate personal relations with Richard Bedford Bennett, 1959
- Courage, 1961
- The decline and fall of Lloyd George, 1962
- The divine propagandist, 1962
- My Early Life, 1962
- Success, 1962
- The Abdication of Edward VIII, 1966